# 長山克也
長山 克也（ながやま かつや ）は日本の歯科医師、歯学者。奥羽大学歯学部歯科理工学講座主任教授。

## 経歴
1976年に城西歯科大学歯学部を卒業し、同年城西歯科大学助手、1982年城西歯科大学（現明海大学歯学部）講師となり、1993年に奥羽大学歯学部助教授、1994年に奥羽大学歯学部教授に就任した。
1981年に城西歯科大学にて歯学博士。学位論文は、「金属焼付ポーセレンに関する研究 : 陶材焼付用金合金の表面が焼付界面に及ぼす影響」

## 著書
- 長山克也『純チタン鋳造体の補綴臨床における有用性に関する基礎的研究』1989年。[3]
- 長山克也 他 著、西山寛、宮崎隆、武田昭二 編『ハンディー歯科理工学』（第2版）学研書院、2004年3月。ISBN 4762411604。[4]
- 長山克也 他 著、森脇豊、中嶌裕 編『フローチャートによる歯冠修復・補綴物の作製 ―歯科理工学理解のために』（第1版）学建書院、2004年6月。ISBN 9784762406119。[5]
- 長山克也 他 著、西山寛、根本君也、荒木吉馬 編『スタンダード歯科理工学－生体材料と歯科材料－』（第3版）学建書院、2005年3月。ISBN 4762416142。[6]

## 所属団体
- 日本歯科理工学会 元理事
- 日本歯科保存学会
- 日本補綴歯科学会
- 日本歯科医学教育学会　元評議員
- 明海大学歯学会
- 奥羽大学歯学会
- 国際歯科研究学会